# Сыры (Хакасия)
Сыры (хак. Сыр аалы) — аал в Аскизском районе Хакасии, находится в 58 км от райцентра — села Аскиз. Расстояние до ближайшей ж.-д. ст. Камышта — 38 км.
Число хозяйств — 30, население — 91 чел. (01.01.2004), хакасы.

## Население
| 2002 | 2010 |
| ---- | ---- |
| 103  | ↘98  |